# St. Simon und Judas Thaddäus (Pfarrkirchen)

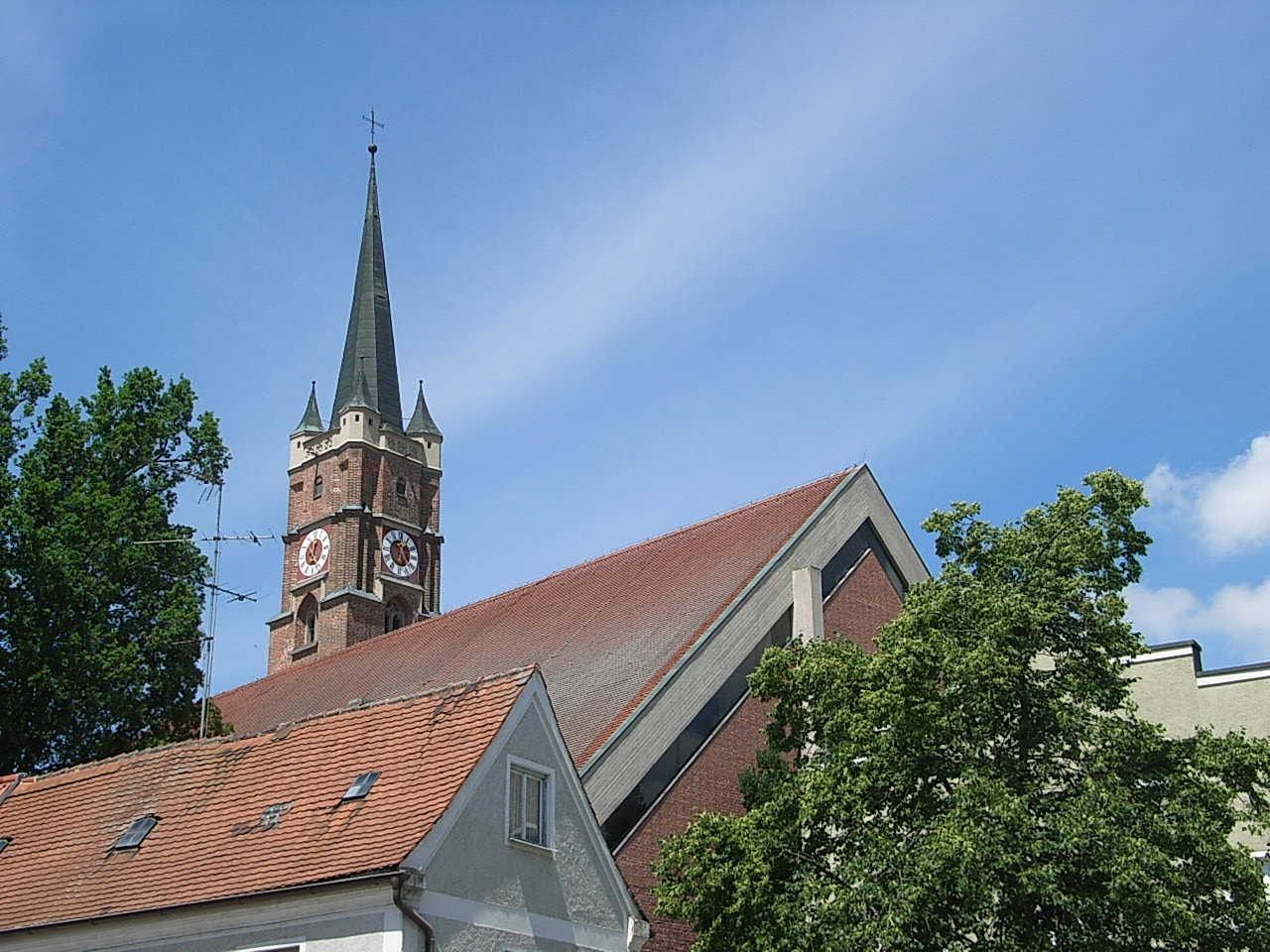
St. Simon und Judas Thaddäus

Die Kirche St. Simon und Judas Thaddäus ist die Stadtpfarrkirche von Pfarrkirchen. Kirchenpatrone sind die Apostel Simon und Judas Thaddäus. Das Bauwerk steht unter Denkmalschutz.

## Geschichte
Die Kirche wurde ursprünglich als eine spätgotische Kirche auf einem Schuttkegel errichtet. Das Gotteshaus lässt sich in seinen ältesten Teilen auf einen einschiffigen romanischen Bau zurückführen. Das Gebäude wurde im 13./14. Jahrhundert dreischiffig erweitert. Um etwa 1500 erfolgte der Umbau zur heutigen Kirche, die im Kern noch im spätgotischen Stil gehalten ist. Ein Brand zerstörte 1648 den Südturm, der nicht wiederhergestellt wurde.
In den Jahren 1971–1973 wurde die Kirche aus liturgischen und demografischen Gründen erweitert und erhielt ihre heutige Gestalt. Der alte Chorraum wurde abgerissen und durch einen modernen ersetzt. Mit dem Erweiterungsbau schuf man einen neuen hohen Altarraum, der mit einer sechsfach gefalteten Holzdachkonstruktion überlagert ist und somit eine Höhe von 22 Metern erreicht.

## Turm
Der Nordturm ist mit 67 m Höhe das höchste Bauwerk der Stadt Pfarrkirchen, und eines der höchsten Kirchengebäude des Bistums Passau.